# Microgaster atropa
Microgaster atropa är en stekelart som beskrevs av De Saeger 1944. Microgaster atropa ingår i släktet Microgaster och familjen bracksteklar. Inga underarter finns listade i Catalogue of Life.